# Danh sách cầu thủ tham dự giải vô địch bóng đá U-19 châu Âu 2011
Đây là danh sách đội hình các đội bóng tham dự Giải vô địch bóng đá U-19 châu Âu 2011.
Chỉ có các cầu thủ sinh trong hoặc sau ngày 1 tháng 1 năm 1992 mới được phép thi đấu.
Mỗi đội phải đăng ký danh sách 18 cầu thủ, hai trong số đó phải là thủ môn.
Tuổi, số trận và bàn thắng được tính đến khi giải đấu khởi tranh, 20 tháng 7 năm 2011.
Các cầu thủ in đậm từng thi đấu cho đội tuyển quốc gia.

## Bảng A

### Cộng hòa Séc
Huấn luyện viên: Jaroslav Hřebík
Đây là danh sách đội hình được công bố ngày 15 tháng 7 năm 2011.
| Số | VT | Cầu thủ          | Ngày sinh (tuổi)           | Trận | Bàn | Câu lạc bộ     |
| -- | -- | ---------------- | -------------------------- | ---- | --- | -------------- |
| 1  | TM | Tomáš Koubek     | 26 tháng 8, 1992 (18 tuổi) | 13   | 0   | Hradec Králové |
| 2  | HV | Jakub Brabec (c) | 6 tháng 8, 1992 (18 tuổi)  | 20   | 0   | Sparta Prague  |
| 3  | HV | Jakub Jugas      | 5 tháng 5, 1992 (19 tuổi)  | 16   | 1   | Tescoma Zlín   |
| 4  | TV | Adam Jánoš       | 20 tháng 7, 1992 (19 tuổi) | 9    | 0   | Sparta Prague  |
| 5  | HV | Tomáš Kalas      | 15 tháng 5, 1993 (18 tuổi) | 3    | 0   | Chelsea        |
| 6  | HV | Pavel Kadeřábek  | 25 tháng 4, 1992 (19 tuổi) | 16   | 1   | Sparta Prague  |
| 7  | TV | Martin Kraus     | 30 tháng 5, 1992 (19 tuổi) | 4    | 0   | Bohemians 1905 |
| 8  | TV | Martin Sladký    | 1 tháng 3, 1992 (19 tuổi)  | 11   | 3   | Viktoria Plzeň |
| 9  | TĐ | Jiří Skalák      | 12 tháng 3, 1992 (19 tuổi) | 20   | 2   | Sparta Prague  |
| 10 | TĐ | Antonín Fantiš   | 15 tháng 4, 1992 (19 tuổi) | 12   | 1   | Baník Ostrava  |
| 11 | HV | Patrik Lácha     | 20 tháng 1, 1992 (19 tuổi) | 5    | 2   | Teplice        |
| 12 | HV | Tomáš Jeleček    | 25 tháng 2, 1992 (19 tuổi) | 11   | 1   | Slovácko       |
| 13 | TV | Ladislav Krejčí  | 5 tháng 7, 1992 (19 tuổi)  | 18   | 4   | Sparta Prague  |
| 14 | TĐ | Tomáš Přikryl    | 4 tháng 7, 1992 (19 tuổi)  | 19   | 2   | Sigma Olomouc  |
| 15 | TĐ | Vojtěch Hadaščok | 8 tháng 1, 1992 (19 tuổi)  | 5    | 0   | Slovan Liberec |
| 16 | TM | Jakub Zapletal   | 30 tháng 3, 1992 (19 tuổi) | 17   | 0   | Tescoma Zlín   |
| 17 | TV | Martin Hála      | 24 tháng 3, 1992 (19 tuổi) | 13   | 0   | Sigma Olomouc  |
| 18 | HV | Roman Polom      | 11 tháng 1, 1992 (19 tuổi) | 11   | 0   | Sparta Prague  |

### Hy Lạp
Huấn luyện viên: Leonidas Vokolos
| Số | VT | Cầu thủ                 | Ngày sinh (tuổi)            | Trận | Bàn | Câu lạc bộ      |
| -- | -- | ----------------------- | --------------------------- | ---- | --- | --------------- |
| 1  | TM | Stefanos Kapino         | 18 tháng 3, 1994 (17 tuổi)  | 2    | 0   | Panathinaikos   |
| 2  | HV | Nikos Skondras          | 16 tháng 11, 1992 (18 tuổi) | 2    | 0   | Asteras Tripoli |
| 3  | TV | Kostas Stafylidis       | 2 tháng 12, 1993 (17 tuổi)  | 5    | 0   | PAOK            |
| 4  | TV | Anastasios Lagos        | 12 tháng 4, 1992 (19 tuổi)  | 2    | 0   | Panathinaikos   |
| 5  | HV | Giannis Potouridis (c)  | 27 tháng 2, 1992 (19 tuổi)  | 6    | 0   | Olympiacos      |
| 6  | HV | Panagiotis Stamogiannos | 30 tháng 1, 1992 (19 tuổi)  | 6    | 0   | Olympiacos      |
| 7  | TV | Charis Mavrias          | 21 tháng 2, 1994 (17 tuổi)  | 3    | 1   | Panathinaikos   |
| 8  | TV | Kostas Kotsaridis       | 12 tháng 6, 1992 (19 tuổi)  | 5    | 0   | Olympiacos      |
| 9  | TĐ | Anastasios Bakasetas    | 28 tháng 6, 1993 (18 tuổi)  | 0    | 0   | Asteras Tripoli |
| 10 | TV | Kostas Fortounis        | 16 tháng 10, 1992 (18 tuổi) | 3    | 0   | Asteras Tripoli |
| 11 | TĐ | Nikos Karelis           | 24 tháng 2, 1992 (19 tuổi)  | 3    | 0   | Ergotelis       |
| 12 | TM | Kostas Kaldelis         | 22 tháng 3, 1992 (19 tuổi)  | 4    | 0   | Olympiacos      |
| 13 | TV | Vasilis Bouzas          | 30 tháng 6, 1993 (18 tuổi)  | 2    | 0   | Panionios       |
| 14 | HV | Nikos Marinakis         | 12 tháng 9, 1993 (17 tuổi)  | 5    | 0   | Panathinaikos   |
| 15 | TV | Kostas Rougalas         | 13 tháng 10, 1993 (17 tuổi) | 3    | 1   | Olympiacos      |
| 16 | TĐ | Dimitris Diamantakos    | 5 tháng 3, 1993 (18 tuổi)   | 3    | 0   | Olympiacos      |
| 17 | TV | Giorgos Katidis         | 12 tháng 2, 1993 (18 tuổi)  | 6    | 1   | Aris            |
| 18 | TV | Dimitris Kolovos        | 27 tháng 4, 1993 (18 tuổi)  | 4    | 0   | Panionios       |

### Cộng hòa Ireland
Huấn luyện viên: Paul Doolin
| Số | VT | Cầu thủ          | Ngày sinh (tuổi)            | Trận | Bàn | Câu lạc bộ              |
| -- | -- | ---------------- | --------------------------- | ---- | --- | ----------------------- |
| 1  | TM | Aaron McCarey    | 14 tháng 1, 1992 (19 tuổi)  | 6    | 0   | Wolverhampton Wanderers |
| 2  | HV | Matt Doherty     | 16 tháng 1, 1992 (19 tuổi)  | 3    | 0   | Wolverhampton Wanderers |
| 3  | HV | Derrick Williams | 17 tháng 1, 1993 (18 tuổi)  | 3    | 0   | Aston Villa             |
| 4  | HV | John Egan (c)    | 20 tháng 10, 1992 (18 tuổi) | 5    | 0   | Sunderland              |
| 5  | HV | Anthony O'Connor | 25 tháng 10, 1992 (18 tuổi) | 3    | 0   | Blackburn Rovers        |
| 6  | TV | Jeff Hendrick    | 31 tháng 1, 1992 (19 tuổi)  | 6    | 1   | Derby County            |
| 7  | TV | Samir Carruthers | 4 tháng 4, 1993 (18 tuổi)   | 2    | 0   | Aston Villa             |
| 8  | TĐ | John O'Sullivan  | 18 tháng 9, 1993 (17 tuổi)  | 3    | 0   | Blackburn Rovers        |
| 9  | TĐ | Kevin Knight     | 13 tháng 2, 1993 (18 tuổi)  | 1    | 0   | Leicester City          |
| 10 | TĐ | Conor Murphy     | 11 tháng 11, 1992 (18 tuổi) | 3    | 1   | Bray Wanderers          |
| 11 | TV | Anthony Forde    | 16 tháng 11, 1993 (17 tuổi) | 3    | 0   | Wolverhampton Wanderers |
| 12 | TV | Kane Ferdinand   | 7 tháng 10, 1992 (18 tuổi)  | 0    | 0   | Southend United         |
| 14 | TV | Eoin Wearen      | 2 tháng 10, 1992 (18 tuổi)  | 2    | 0   | West Ham United         |
| 15 | TV | Sean Murray      | 11 tháng 10, 1993 (17 tuổi) | 3    | 1   | Watford                 |
| 16 | TM | Sean McDermott   | 30 tháng 5, 1993 (18 tuổi)  | 0    | 0   | Arsenal                 |
| 17 | HV | Declan Walker    | 1 tháng 3, 1992 (19 tuổi)   | 6    | 0   | Wrexham                 |
| 18 | HV | Joe Shaughnessy  | 6 tháng 7, 1992 (19 tuổi)   | 1    | 1   | Aberdeen                |
| 19 | TV | Connor Smith     | 18 tháng 2, 1993 (18 tuổi)  | 0    | 0   | Watford                 |

### România
Huấn luyện viên:  Lucian Burchel

| Số | VT | Cầu thủ              | Ngày sinh (tuổi)           | Trận | Bàn | Câu lạc bộ               |
| -- | -- | -------------------- | -------------------------- | ---- | --- | ------------------------ |
| 1  | TM | Laurențiu Brănescu   | 30 tháng 3, 1994 (17 tuổi) |      |     | Juventus                 |
| 2  | HV | Andrei Peteleu       | 20 tháng 8, 1992 (18 tuổi) |      |     | Delta Tulcea             |
| 3  | HV | Lucian Murgoci       | 25 tháng 3, 1992 (19 tuổi) |      |     | Oțelul II Galați         |
| 4  | HV | Sebastian Remeș      | 19 tháng 1, 1992 (19 tuổi) |      |     | Budapest Honvéd          |
| 5  | HV | Adrian Avrămia       | 31 tháng 1, 1992 (19 tuổi) |      |     | CSMS Iaşi                |
| 6  | TV | Romario Benzar       | 26 tháng 3, 1992 (19 tuổi) |      |     | Viitorul Constanța       |
| 7  | TĐ | Ionuț Năstăsie (c)   | 7 tháng 1, 1992 (19 tuổi)  |      |     | Steaua II București      |
| 8  | TV | Alin Cârstocea       | 16 tháng 1, 1992 (19 tuổi) |      |     | Viitorul Constanța       |
| 9  | TĐ | Mihai Roman          | 31 tháng 5, 1992 (19 tuổi) |      |     | Universitatea Craiova    |
| 10 | TV | Nicolae Stanciu      | 7 tháng 5, 1993 (18 tuổi)  |      |     | Unirea Alba Iulia        |
| 11 | TĐ | Tiberiu Serediuc     | 2 tháng 7, 1992 (19 tuổi)  |      |     | Otopeni                  |
| 12 | TM | Radu Florian Chiriță | 8 tháng 5, 1992 (19 tuổi)  |      |     | Râmnicu Vâlcea           |
| 13 | TV | Patrick Walleth      | 27 tháng 1, 1992 (19 tuổi) |      |     | Ingolstadt 04 II         |
| 14 | HV | Costinel Gugu        | 20 tháng 5, 1992 (19 tuổi) |      |     | Universitatea Craiova    |
| 15 | TV | Enghin Amet          | 19 tháng 7, 1992 (19 tuổi) |      |     | Juventus București       |
| 16 | TĐ | Florin Ilie          | 18 tháng 6, 1992 (19 tuổi) |      |     | Politehnica II Timișoara |
| 17 | TĐ | Sebastian Chitoșcă   | 2 tháng 10, 1992 (18 tuổi) |      |     | Ceahlăul Piatra Neamț    |
| 18 | TĐ | Cristian Gavra       | 3 tháng 4, 1993 (18 tuổi)  |      |     | Viitorul Constanța       |

## Bảng B

### Bỉ
Huấn luyện viên: Marc Van Geersom
| Số | VT | Cầu thủ                | Ngày sinh (tuổi)            | Trận | Bàn | Câu lạc bộ        |
| -- | -- | ---------------------- | --------------------------- | ---- | --- | ----------------- |
| 1  | TM | Koen Casteels          | 25 tháng 6, 1992 (19 tuổi)  | 4    | 0   | 1899 Hoffenheim   |
| 2  | HV | Pierre-Yves Ngawa      | 9 tháng 2, 1992 (19 tuổi)   | 3    | 0   | Standard Liège    |
| 3  | HV | Dino Arslanagić        | 24 tháng 4, 1993 (18 tuổi)  | 6    | 0   | Standard Liège    |
| 4  | HV | Laurens De Bock        | 7 tháng 11, 1992 (18 tuổi)  | 3    | 0   | Lokeren           |
| 5  | HV | Jannes Vansteenkiste   | 17 tháng 2, 1993 (18 tuổi)  | 0    | 0   | Club Brugge       |
| 6  | TV | Tom Pietermaat         | 6 tháng 9, 1992 (18 tuổi)   | 6    | 0   | Mechelen          |
| 7  | HV | Marnick Vermijl        | 13 tháng 1, 1992 (19 tuổi)  | 5    | 1   | Manchester United |
| 8  | TV | Jore Trompet           | 30 tháng 7, 1992 (18 tuổi)  | 6    | 0   | Lokeren           |
| 9  | TV | Maxime Lestienne       | 17 tháng 6, 1992 (19 tuổi)  | 1    | 0   | Club Brugge       |
| 10 | TĐ | Thorgan Hazard         | 29 tháng 3, 1993 (18 tuổi)  | 6    | 2   | Lens              |
| 11 | TĐ | Paul-José M'Poku       | 19 tháng 4, 1992 (19 tuổi)  | 4    | 1   | Standard Liège    |
| 12 | TM | Thomas Kaminski        | 23 tháng 10, 1992 (18 tuổi) | 1    | 0   | Beerschot AC      |
| 13 | HV | Jonas Vervaeke         | 10 tháng 1, 1992 (19 tuổi)  | 1    | 0   | Kortrijk          |
| 14 | TV | Franco Zennaro         | 1 tháng 4, 1993 (18 tuổi)   | 0    | 0   | Standard Liège    |
| 15 | TV | Hannes Van der Bruggen | 1 tháng 4, 1993 (18 tuổi)   | 5    | 1   | Gent              |
| 16 | TV | Florent Cuvelier (c)   | 12 tháng 9, 1992 (18 tuổi)  | 5    | 0   | Stoke City        |
| 17 | TĐ | Igor Vetokele          | 23 tháng 3, 1992 (19 tuổi)  | 3    | 0   | Gent              |
| 18 | TV | Alessandro Cerigioni   | 30 tháng 9, 1992 (18 tuổi)  | 3    | 3   | Lommel United     |

### Serbia
Huấn luyện viên: Dejan Govedarica
| Số | VT | Cầu thủ            | Ngày sinh (tuổi)            | Trận | Bàn | Câu lạc bộ        |
| -- | -- | ------------------ | --------------------------- | ---- | --- | ----------------- |
| 1  | TM | Nikola Perić       | 4 tháng 2, 1992 (19 tuổi)   | 2    | 0   | Vojvodina         |
| 2  | HV | Jovan Krneta       | 4 tháng 5, 1992 (19 tuổi)   | 4    | 0   | Red Star Belgrade |
| 3  | HV | Marko Petković     | 3 tháng 9, 1992 (18 tuổi)   | 6    | 0   | OFK Beograd       |
| 4  | TV | Filip Malbašić     | 18 tháng 11, 1992 (18 tuổi) | 4    | 0   | Rad               |
| 5  | HV | Uroš Ćosić (c)     | 24 tháng 10, 1992 (18 tuổi) | 5    | 0   | Red Star Belgrade |
| 6  | TĐ | Miloš Jojić        | 19 tháng 3, 1992 (19 tuổi)  | 2    | 0   | Teleoptik         |
| 7  | TV | Andrej Mrkela      | 9 tháng 4, 1992 (19 tuổi)   | 6    | 1   | Rad               |
| 8  | TV | Darko Brašanac     | 12 tháng 2, 1992 (19 tuổi)  | 5    | 1   | Partizan          |
| 9  | TĐ | Đorđe Despotović   | 4 tháng 3, 1992 (19 tuổi)   | 4    | 1   | Spartak Subotica  |
| 10 | TV | Goran Čaušić       | 5 tháng 5, 1992 (19 tuổi)   | 6    | 1   | Red Star Belgrade |
| 11 | TV | Nenad Lukić        | 2 tháng 9, 1992 (18 tuổi)   | 5    | 6   | Lokomotiv Plovdiv |
| 12 | TM | Spasoje Stefanović | 12 tháng 10, 1992 (18 tuổi) | 1    | 0   | BSK Borča         |
| 13 | HV | Aleksandar Pantić  | 14 tháng 4, 1992 (19 tuổi)  | 3    | 0   | Rad               |
| 14 | TĐ | Nikola Trujić      | 14 tháng 4, 1992 (19 tuổi)  | 5    | 1   | Smederevo         |
| 15 | HV | Uroš Vitas         | 6 tháng 7, 1992 (19 tuổi)   | 2    | 0   | Rad               |
| 16 | TĐ | Aleksandar Pešić   | 21 tháng 5, 1992 (19 tuổi)  | 3    | 0   | Sheriff Tiraspol  |
| 17 | TV | Ivan Rogač         | 18 tháng 6, 1992 (19 tuổi)  | 3    | 0   | Rad               |
| 18 | HV | Danilo Kuzmanović  | 4 tháng 1, 1992 (19 tuổi)   | 3    | 0   | Djurgården        |

### Tây Ban Nha
Huấn luyện viên: Ginés Meléndez
| Số | VT | Cầu thủ           | Ngày sinh (tuổi)            | Trận | Bàn | Câu lạc bộ      |
| -- | -- | ----------------- | --------------------------- | ---- | --- | --------------- |
| 1  | TM | Edgar Badia       | 12 tháng 2, 1992 (19 tuổi)  | 8    | 0   | Espanyol        |
| 2  | HV | Dani Carvajal     | 11 tháng 1, 1992 (19 tuổi)  | 9    | 0   | Real Madrid     |
| 3  | HV | Sergi Gómez       | 28 tháng 3, 1992 (19 tuổi)  | 8    | 0   | Barcelona       |
| 4  | HV | Ignasi Miquel     | 28 tháng 9, 1992 (18 tuổi)  | 4    | 1   | Arsenal         |
| 5  | HV | Jon Aurtenetxe    | 3 tháng 1, 1992 (19 tuổi)   | 4    | 0   | Athletic Bilbao |
| 6  | TV | Rubén Pardo       | 22 tháng 10, 1992 (18 tuổi) | 8    | 0   | Real Sociedad   |
| 7  | TĐ | Álvaro Morata     | 23 tháng 10, 1992 (18 tuổi) | 9    | 5   | Real Madrid     |
| 8  | TV | Álex Fernández    | 15 tháng 10, 1992 (18 tuổi) | 5    | 0   | Real Madrid     |
| 9  | TĐ | Borja Baston      | 25 tháng 8, 1992 (18 tuổi)  | 0    | 0   | Atlético Madrid |
| 10 | TV | Pablo Sarabia (c) | 11 tháng 5, 1992 (19 tuổi)  | 11   | 6   | Getafe          |
| 11 | TĐ | Paco Alcácer      | 30 tháng 8, 1993 (17 tuổi)  | 3    | 1   | Valencia        |
| 12 | HV | Albert Blázquez   | 21 tháng 1, 1992 (19 tuổi)  | 6    | 0   | Espanyol        |
| 13 | TM | Adrián Ortolá     | 20 tháng 8, 1993 (17 tuổi)  | 0    | 0   | Villarreal      |
| 14 | HV | Jonás Ramalho     | 10 tháng 6, 1993 (18 tuổi)  | 3    | 0   | Athletic Bilbao |
| 15 | TĐ | Juanmi            | 20 tháng 5, 1993 (18 tuổi)  | 6    | 4   | Málaga          |
| 16 | TV | José Campaña      | 31 tháng 5, 1993 (18 tuổi)  | 0    | 0   | Sevilla         |
| 17 | TV | Gerard Deulofeu   | 13 tháng 3, 1994 (17 tuổi)  | 5    | 0   | Barcelona       |
| 18 | TV | Juan Muñiz        | 14 tháng 3, 1992 (19 tuổi)  | 3    | 0   | Sporting Gijón  |

### Thổ Nhĩ Kỳ
Huấn luyện viên: Kemal Özdeş
| Số | VT | Cầu thủ          | Ngày sinh (tuổi)            | Trận | Bàn | Câu lạc bộ          |
| -- | -- | ---------------- | --------------------------- | ---- | --- | ------------------- |
| 1  | TM | Ömer Kahveci     | 15 tháng 2, 1992 (19 tuổi)  | 6    | 0   | Bucaspor            |
| 2  | HV | Okan Alkan       | 1 tháng 10, 1992 (18 tuổi)  | 6    | 0   | Fenerbahçe          |
| 3  | TV | Kamil Çörekçi    | 1 tháng 2, 1992 (19 tuổi)   | 3    | 0   | Bucaspor            |
| 4  | HV | Furkan Şeker     | 17 tháng 3, 1992 (19 tuổi)  |      |     | Beşiktaş            |
| 5  | HV | Sezer Özmen      | 7 tháng 7, 1992 (19 tuổi)   | 5    | 0   | Çaykur Rizespor     |
| 6  | TV | Orhan Gülle (c)  | 15 tháng 1, 1992 (19 tuổi)  | 5    | 1   | Gaziantepspor       |
| 7  | TV | Ömer Ali Şahiner | 2 tháng 1, 1992 (19 tuổi)   | 6    | 3   | Konya Şekerspor     |
| 8  | TV | Gökay Iravul     | 18 tháng 10, 1992 (18 tuổi) | 6    | 0   | Fenerbahçe          |
| 9  | TĐ | Muhammet Demir   | 10 tháng 1, 1992 (19 tuổi)  |      |     | Gaziantepspor       |
| 10 | TV | Engin Bekdemir   | 7 tháng 2, 1992 (19 tuổi)   | 5    | 4   | Porto               |
| 11 | TĐ | Nadir Çiftçi     | 12 tháng 2, 1992 (19 tuổi)  |      |     | Portsmouth          |
| 12 | TM | Aykut Özer       | 1 tháng 1, 1993 (18 tuổi)   | 0    | 0   | Eintracht Frankfurt |
| 13 | HV | Sefa Başıbüyük   | 18 tháng 10, 1993 (17 tuổi) | 3    | 0   | Çorumspor           |
| 14 | HV | Berkay Öztuvan   | 5 tháng 2, 1992 (19 tuổi)   | 3    | 0   | Fenerbahçe          |
| 15 | HV | Atınç Nukan      | 20 tháng 7, 1992 (19 tuổi)  | 0    | 0   | Beşiktaş            |
| 16 | TV | Şervan Taştan    | 20 tháng 5, 1993 (18 tuổi)  |      |     | Metz                |
| 17 | TĐ | Ali Dere         | 29 tháng 9, 1992 (18 tuổi)  | 3    | 1   | Konyaspor           |
| 18 | TĐ | Hasan Ahmet Sarı | 21 tháng 1, 1992 (19 tuổi)  | 3    | 2   | Trabzonspor         |